# Volavka velká
Volavka velká (Ardea herodias) je vodní pták z čeledi volavkovitých.

## Popis
Největší severoamerická volavka. Dorůstá 91–140 cm, v rozpětí křídel měří 167–201 cm a dosahuje hmotnosti 2–3,6 kg. Je zbarvena modrošedě, s černými letkami, narezavělým, rezavošedým či šedým krkem, oranžovou ramenní skvrnou a oranžovým opeřením na stehnech. Zobák má světle žlutý, v období rozmnožování oranžový. Ve svatebním šatě jí vyrůstají prodloužená tmavá pera na hlavě.

Zbarvením je podobná volavce popelavé (Ardea cinerea). Místy se u přímořských populací vyskytují ptáci bílé barevné formy, případně jedinci ze smíšených párů s bílou hlavou a krkem a světlejším tělem.

## Rozšíření

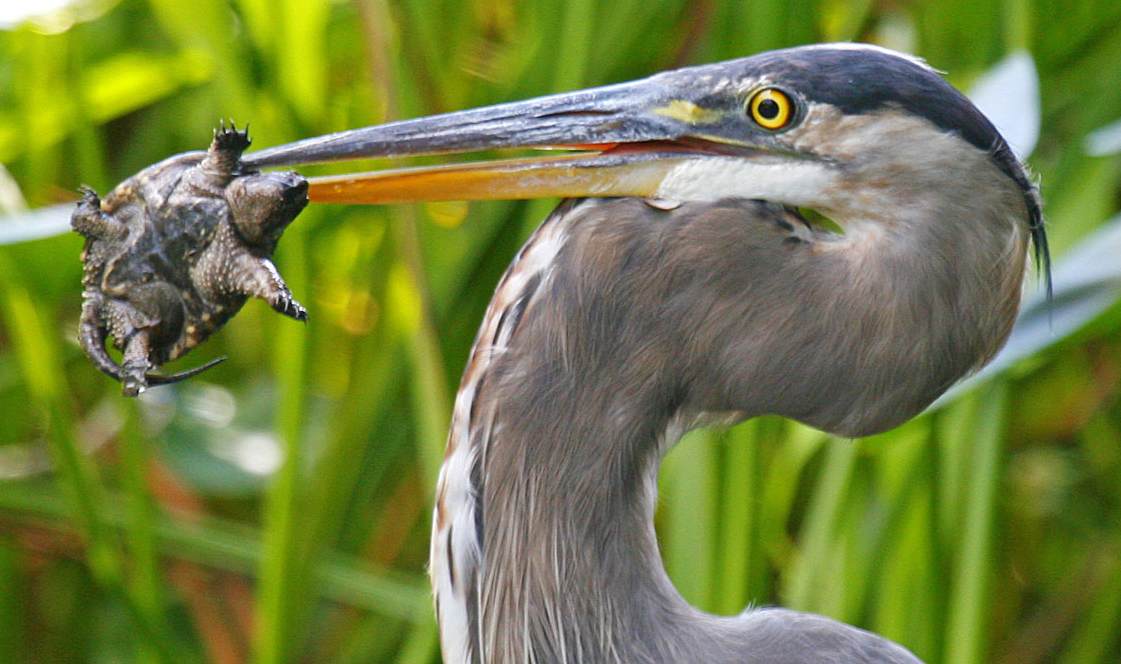
Volavka velká s mladou kajmankou dravou

Obývá téměř celou Severní Ameriku včetně Aljašky, Britské Kolumbie, Ontaria a Québecu. Přes Floridu, Mexiko a Karibik částečně zasahuje na území Jižní Ameriky. Ptáci ze severních populací jsou stěhovaví a na zimu migrují do střední části Severní Ameriky. Vyskytuje se v bažinách, na zaplavených loukách, u jezer, rybníků, pomalu tekoucích řek i mořských pobřeží. Několikrát byla zaznamenána v Anglii, Grónsku, na Havaji a na Azorách.

## Ekologie

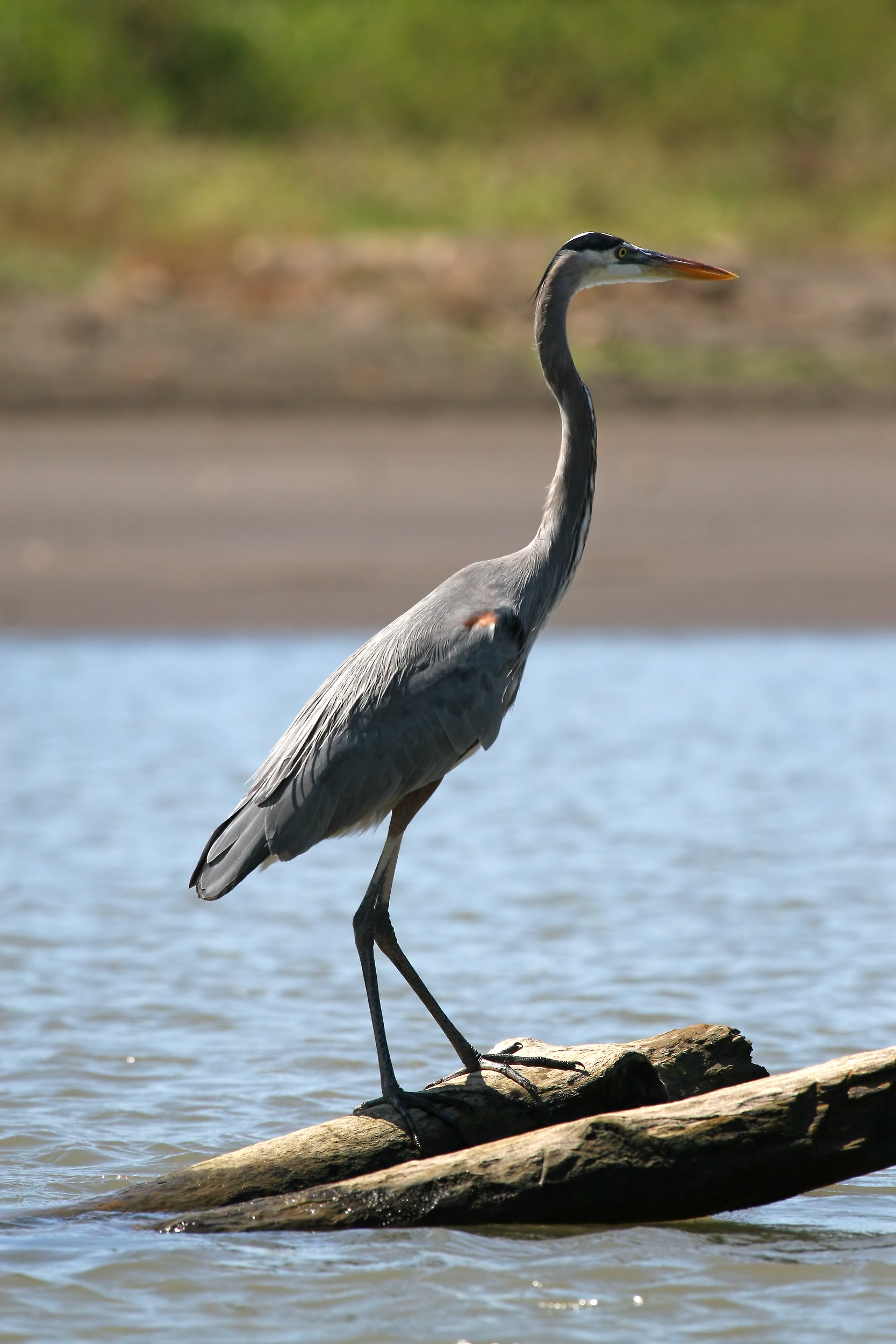
Volavka velká v národním parku Tortuguero, Kostarika

Ptáci hnízdí v koloniích na vysokých stromech, často i v lesích daleko od vody. Hnízdí celoročně, severní populace od února do května. Na hnízdě z větví snáší samice 2–7 světle modrých vajec; inkubace je 25–29 dní. Volavka velká se živí zejména malými rybami, požírá kraby, hmyz, malé savce, obojživelníky, plazy a malé ptáky. Loví samotářsky a kořist nejčastěji napichuje na dlouhý ostrý zobák.
Byla zaznamenána predace volavky na potápce černokrké, což napovídá, že volavky občas mohou lovit i mnohem větší ptáky, než se původně myslelo.